# Чеботарёв, Роман Семёнович
Роман Семёнович Чеботарёв (15 октября 1905, Старинка Витебская губерния Российская империя — 20 мая 1981, Киев) — советский, белорусский и украинский паразитолог, академик АН БССР (1961—81).

## Биография
Родился Роман Чеботарёв 15 октября 1905 года в Старинке. В 1920-х годах переехал в Витебск и поступил в Витебский ветеринарный институт, который окончил в 1928 году и остался работать там же на кафедре паразитологии и инвазионных болезней. В 1932 году переехал в Ленинград, где три года проработал в Ленинградском ветеринарном институте и Военно-медицинской академии. В 1935 году на несколько месяцев переехал в Оренбург и устроился в Оренбургский сельскохозяйственный институт. В 1935 году переезжает в УССР, где сначала заведовал кафедрой паразитологии Киевского ветеринарного института, а затем с 1949 по 1961 год работал в Институте зоологии АН УССР. В 1961 году возвращается на свою родину в БССР и до 1976 года занимал должность директора Белорусского НИИ ветеринарии. С 1976 года — на пенсии.
Скончался Роман Чеботарёв 20 мая 1981 года. Место смерти и захоронения Романа Семёновича — город Киев.

## Научные работы
Основные научные работы посвящены проблемам ветеринарной гельминтологии и гемоспоридозных болезней сельскохозяйственных животных.
- Выяснил патогенез пироплазмоза лошадей.
- Изучал эффективность применения сероуглерода в борьбе с гастрофилёзами, параскаридозом и габронематозами лошадей.

## Научные труды и литература
- Чеботарёв Р. С. Пироплазмоз лошадей. — Киев: Изд-во АН УССР, 1951. — 263 с.
- Чеботарёв Р. С. Методика изучения паразитологической ситуации и борьбы с паразитозами в животноводческих хозяйствах, 1957; 1961.

## Награды и премии
- Знак Почёта.
- Ряд научных медалей.